# Белск Дужи
 Тази статия е за селото в Полша.  За общината вижте Белск Дужи (община).  
Белск Дужи (на полски: Belsk Duży, [ˈbɛlsk ˈduʐɨ]) е село в централна Полша, административен център на община Белск Дужи в Гройешки окръг на Мазовско войводство. Селото е с население от 803 души (по преброяване от 2011 г.).
Разположено е на 174 m надморска височина в Средноевропейската равнина, на 6 km югозападно от окръжния център Гройец и на 40 km южно от центъра на столицата Варшава. Селището се споменава за пръв път през 1451 година. От 1795 до 1918 година е в границите на Руската империя.